# Baronick Glacier
Baronick Glacier är en glaciär i Antarktis. Den ligger i Östantarktis. Nya Zeeland gör anspråk på området. Baronick Glacier ligger 369 meter över havet.
Terrängen runt Baronick Glacier är varierad. Trakten är obefolkad. Det finns inga samhällen i närheten.